# Hybosoroides alluaudi
Hybosoroides alluaudi là một loài bọ cánh cứng trong họ Hybosoridae. Loài này được Benderitter năm Alluaud & Jeannel miêu tả khoa học năm 1914.